# Helodus
Helodus war ein kleiner Knorpelfisch, der vom Oberdevon bis zum Unterperm lebte. Fossilien, vor allem Zähne und Zahnplatten, wurden in Nordamerika, Europa und Australien gefunden.

## Merkmale
Helodus wurde nur 30 cm lang und hatte einen dorsoventral etwas abgeflachten, mit kleinen Schuppen bedecken Körper. Die Schwanzflosse war leicht heterocerk, die zweite Rückenflosse lag relativ weit hinten. Sie war stachellos, während die erste Rückenflosse von einem seitlich abgeflachten, glatten Stachel gestützt wurde. Wie bei den rezenten Seekatzen (Chimaeriformes) waren die beiden Hälften des Beckens nicht zusammengewachsen. Die Brustflossen waren dibasal und durch ein langes Metapterygium und ein kurzes Propterygium mit dem Schultergürtel verbunden. Sie wurden lediglich durch kurze, vordere Radialia (Flossenstrahlen der Knorpelfische) gestützt. Die Stirn ist ohne Kopfhaken.
In den Kiefern saßen mehrere Reihen von Zähnen, die mehr oder weniger zu Zahnplatten verschmolzen waren. Die Zahnkronen waren flach oder mit kleinen Spitzen versehen.